# اريك بيرغمان
اريك بيرغمان (بالألمانية: Eric Bergman) هو فنان ألماني، ولد في 1893 في درسدن في ألمانيا، وتوفي في 1958.